# Lápafő
Lápafő ist eine ungarische Gemeinde im Kreis Dombóvár im Komitat Tolna.

## Geografische Lage
Lápafő liegt 53 Kilometer nordwestlich des Komitatssitzes Szekszárd und ungefähr 16 Kilometer nordwestlich der Kreisstadt Dombóvár. Nachbargemeinden sind Várong, Nak und Szaks.

## Geschichte
Im Jahr 1913 gab es in der damaligen Kleingemeinde 100 Häuser und 509 Einwohner auf einer Fläche von 1502 Katastraljochen. Sie gehörte zu dieser Zeit zum Bezirk Dombóvár im Komitat Tolna.

## Sehenswürdigkeiten
- Jóska-Sobri-Park (Sobri Jóska emlékhely)
- Mariensäule aus dem 19. Jahrhundert

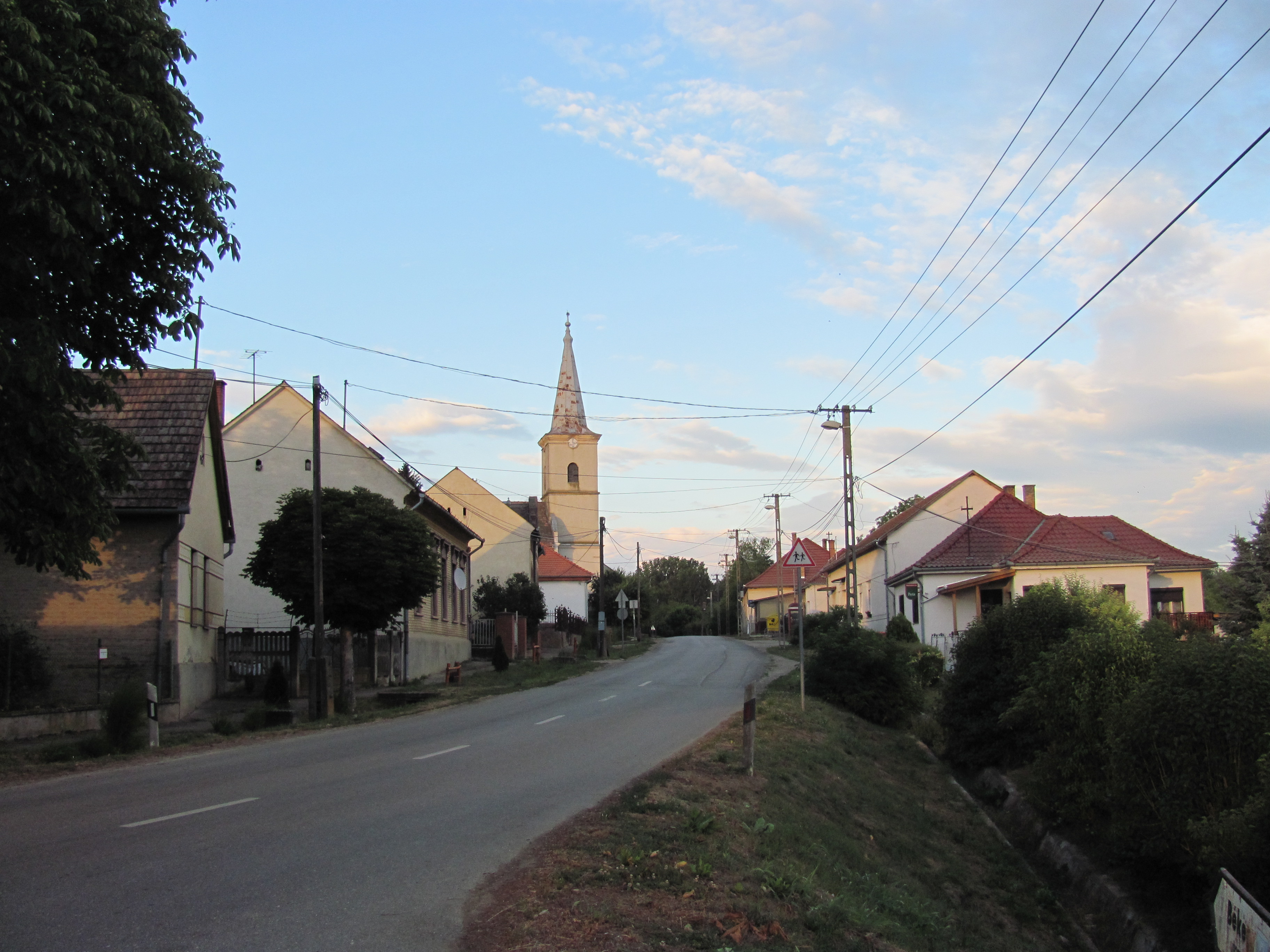
Blick auf die reformierte Kirche

- Reformierte Kirche, erbaut 1785

## Söhne und Töchter der Gemeinde
- Károly Galgóczy (1823–1916), Agrarökonom

## Verkehr
In Lápafő treffen die Landstraßen Nr. 6507 und Nr. 6517 aufeinander. Der nächstgelegene Bahnhof befindet sich in Dombóvár.